# Lipice
Lipice (deutsch Lippitz) ist ein Dorf in der Gespanschaft Lika-Senj in Kroatien mit 98 Einwohnern. Das erste Mal schriftlich erwähnt wurde es 1638. Die Ortschaft gehört zur Gemeinde Brinje.

## Geographie
Lipice liegt im Norden der landwirtschaftlich geprägten Lika, im nordöstlichen Teil der Gemeinde Brinje. Die Ortsgemarkung grenzt an die Dörfer Glibodol, Križpolje, Letinac und Stajnica. Beim Siedlungstyp handelt es sich um eine Streusiedlung, die wiederum aus den elf Weilern Bićanić, Brbot, Mesić, Murat, Pernar, Perković, Trtanj, Smolčić, Vidaković, Vučetić und Vuković besteht. Den Dorfkern bilden die Kirche und das Gemeindehaus (Post und Dorfladen). In der Umgebung von Lipice beginnt die Mala Kapela, ein Karstgebirge, aus der die Bergspitzen Oštri vrh (1164 m/nv) und Kameniti vrh (1191 m/nv) herausragen.

## Geschichte

### Japoden
Sehr wahrscheinlich war die Gegend um Lipice schon in der Eisenzeit bzw. frühen Bronzezeit (10. bis 8. Jahrhundert v. Chr.) besiedelt. Darauf lassen Funde zwischen den Weilern Vuković und Pernar schließen. In einer Tholos wurden Bronzestücke sowie Keramikscherben gefunden. Darum wird dort eine Nekropole vermutet. Weitere Ausgrabungen haben bis jetzt in diesem Gebiet nicht stattgefunden. Die bisherigen Funde lassen darauf schließen, dass Japoden dieses Gebiet besiedelt und bewohnt haben.

### Römer
In der Römerzeit, zu Zeiten des Kaisers Diokletian (284-305), gehörte die Ortsgemarkung von Lipice der kleinen römischen Provinz Liburnia an.
Nach der Teilung des römischen Reiches im Jahr 395 verblieb Liburnien beim weströmischen Reich.

## Demographie
Laut der Volkszählung 2021 hat die Ortschaft 98 Einwohner.
| Jahr der Volkszählung | Einwohner |
| --------------------- | --------- |
| 1857                  | 0625      |
| 1869                  | 0815      |
| 1880                  | 0846      |
| 1890                  | 0870      |
| 1900                  | 0982      |
| 1910                  | 1051      |
| 1921                  | 0972      |
| 1948                  | 1025      |
| 1953                  | 0985      |
| 1961                  | 0898      |
| 1971                  | 0835      |
| 1981                  | 0555      |
| 1991                  | 0417      |
| 2001                  | 0254      |
| 2011                  | 0154      |
| 2021                  | 098       |

## Sehenswürdigkeiten

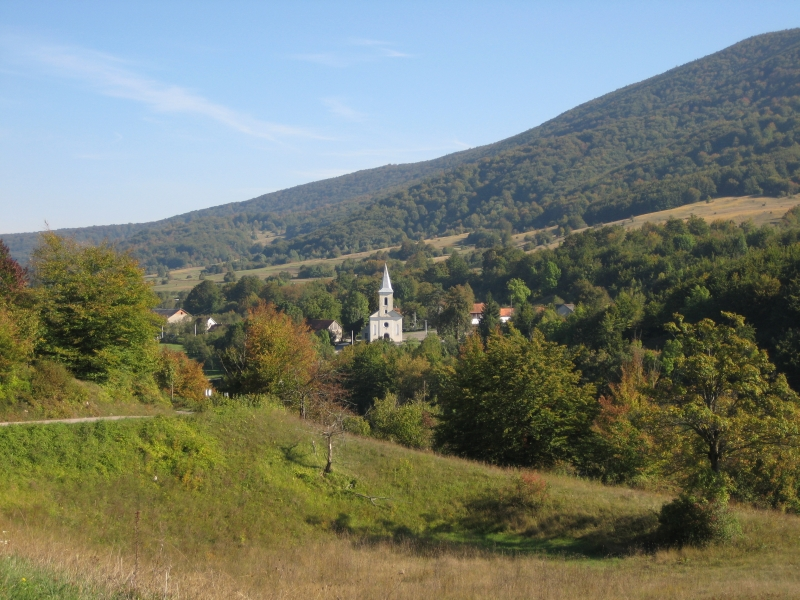
Lipice (September 2007)

Die Johannes-der-Täufer-Kirche in Lipice wurde 1878 erbaut, nachdem Lipice seit 1871 eine eigenständige römisch-katholische Kirchengemeinde war.
Der Feiertag des Dorfes ist der Johannistag am 24. Juni, der auf Johannes den Täufer zurückzuführen ist.